# Freddie Foxxx
Freddie Foxxx, znany również jako Bumpy Knuckles (ur. 27 marca 1969 w Long Island, Nowy Jork jako James Campbell) – amerykański raper oraz producent muzyczny związany ze sceną East Coast hip-hop w Stanach Zjednoczonych.

## Kariera muzyczna
Campbell zaczął rapować już we wczesnych latach 80. W 1986 wydał pierwszego singla pt. You Gotta Come Out Fresh / Handling Things pod pseudonimem Freddie C. W tym samym roku nawiązał kontakt z producentem Eric B. – późniejszym członkiem duetu hip-hopowego Eric B. & Rakim. W 1989 wydał pierwszy album studyjny pt. Freddie Foxxx Is Here, który wyprodukował Eric B. nakładem wytwórni MCA Records. Następnie został członkiem kolektywu DJ-ów i raperów o nazwie Flavor Unit, który prowadzony był przez Queen Latifę.
Przez kolejne lata pojawiał się cameo w utworach takich grup hip-hopowych i raperów jak: Boogie Down Productions, Naughty by Nature, M.O.P., O.C. i Gang Starr. Pod koniec lat 90. stał się niezależnym raperem. W 2000 nagrał kolejny album studyjny o nazwie Industry Shakedown, który wyprodukowali m.in. DJ Premier i Pete Rock.
W 2006 pojawił się w ścieżce dźwiękowej do gry komputerowej o tematyce wrestlingu WWE SmackDown! vs. Raw 2006. W tym samym roku wystąpił również w albumie studyjnym wrestlera i rapera Johna Ceny pt. You Can’t See Me.
W styczniu 2010 roku do sieci wyciekło nagranie pt. 81 Bars of Murder, w którym Foxxx atakuje dwóch innych raperów: Cormegę oraz Guru, który zmarł parę miesięcy później. Na początku lutego 2010, Cormega odpowiedział na diss utworem Victory.

## Dyskografia
Opracowano na podstawie źródła.

### Albumy
- 1989: Freddie Foxxx Is Here (MCA Records)
- 1994: Crazy Like a Foxxx (Fat Beats Records)
- 2000: Industry Shakedown (Landspeed Records)
- 2003: Konexion (BBE)
- 2006: Street Triumph Mixxxtape (Fat Beats Records)
- 2006: Amerikkan Black Man
- 2006: Krupt Mob (indie)
- 2007: Krupt Mob Vol.2 (indie)
- 2008: The OG Vol. 1 Get Rich or Kill Tryin
- 2009: The OG Vol. 2 Realmatic
- 2011:  Lyrical Workout (feat. Statik Selektah)
- 2011: 2011: Royalty Check (feat. KRS-One)
- 2012: 2012: The Kolexxxion (feat. DJ Premier)
- 2012: Ambition (feat. Statik Selektah)

### Występy gościnne
- 1990: „Money in the Bank” (Kool G Rap & DJ Polo, album Wanted:Dead or Alive)
- 1991: „Heal Yourself” (w singlu zespołu H.E.A.L. pt. „Foundation 12")
- 1992: „Ruff Ruff” & „The Original Way” (Boogie Down Productions, album Sex and Violence)
- 1993: „Hot Potatoe” (Naughty by Nature, album 19 Naughty III)
- 1994: „One of Those Nightz” (The Almighty RSO, EP Revenge of da Badd Boyz)
- 1997: „M.U.G.”, & „Win the G” (OC, album Jewelz)
- 1998: „The Militia” (Gang Starr, album Moment of Truth)
- 1998: „I Luv” (M.O.P., album First Family 4 Life)
- 1998: „M.O.B” (Hussein Fatal, album In the Line of Fire)
- 2000: „U Don’t Wanna B.D.S.” (De La Soul, album Art Official Intelligence: Mosaic Thump)
- 2000: „Keith N Bumpy” (Kool Keith, album Matthew)
- 2001: „Mind Frame” (Pete Rock, album PeteStrumentals)
- 2001: „How We Ride” (Da Beatminerz, album Brace 4 Impak)
- 2002: „Family Ties” (Tim Dog, album Immortal)
- 2003: „Capture (Militia Pt. 3)” (Gangstarr, album The Ownerz, również z udziałem Big Shug’a)
- 2005: „Flow Easy”, „Keep Frontin'”, „Know the Rep”, & „Bad, Bad Man” (John Cena, album You Can’t See Me)
- 2008: „If We Can’t Build” (Akrobatik, album Absolute Value)
- 2008: „Prison Planet” (East Coast Avengers, album Prison Planet)
- 2008: „Damage” (feat. Blaq Poet) (DJ Revolution, album King of the Decks)
- 2009: „Bumpy’s Message” (MF Doom, album Born Like This)
- 2009: „B. Boy” (feat. Big Scoob, Kutt Calhoun & Skatterman) (Tech N9ne, album K.O.D.)
- 2010: „Take Money” (feat. Rock) (Marco Polo & Ruste Juxx, album The eXXecution)
- 2011: „DAMU” (feat. Skatterman, Messy Marv & Jay Rock) (album Damn Fool)
- 2012: „Dumpin’ Em All” (album Broken Sunlight)
- 2014: „It’s Nothin'” (feat. Chi-Ali & Fat Joe; album The Diam Piece)
- 2014: „The Beast” (album Can’t Keep the People Waiting)
- 2016: „Cold Freezer” (album Feature Magnetic)
- 2016: „Downward Spiral” (feat. Onyx; albumIntellectual Property: #SOI2)
- 2016: „A.B.N” (feat. Killer Mike; album H.O.G.)
- 2017: „4 Tha OG’z” (album Which Way Iz West)
- 2018: „Going Crazy” (album PARA LA ISLA 20TH ANNIVERSARY EDITION)
- 2019: „Veterans Day” (feat. B-Real; album St. Louis)
- 2019: „Take Flight (Militia, Pt. 4)” (feat. Big Shug; album One of the Best Yet)

### Filmografia
| Rok  | Film                | Rola                         | Uwagi |
| ---- | ------------------- | ---------------------------- | ----- |
| 1993 | Kim jest ten facet? | Barman                       |       |
| 1993 | Filadelfia          | Jeden z pacjentów w szpitalu |       |